# Allsvenskan de 2011
Allsvenskan 2011 foi a Primeira Divisão do Campeonato Sueco de Futebol da temporada 2011 - disputada entre 3 de abril e 23 de outubro. Foi a 87º edição da principal divisão do futebol sueco.
Os novos participantes foram a Syrianska FC e o IFK Norrköping – promovidos da Superettan 2010, tendo baixado à referida Superettan o Trelleborgs FF e o Örebro SK.
O campeão desta temporada foi o Helsingborgs IF que conquistou seu 7º título nacional e se classificou para a Liga dos Campeões da UEFA de 2011-12.

## Premiação
| Allsvenskan 2011                    |
| Sweden                              |
| ----------------------------------- |
| Helsingborgs IF Campeão (7º título) |

## Participantes
| Clube           | Estádio                         | Capacidade | Técnico                   |
| --------------- | ------------------------------- | ---------- | ------------------------- |
| AIK             | Råsunda Stadion                 | 36.608     | Alex Miller               |
| Syrianska FC    | Estádio de Södertälje           | 7.500      | Özcan Melkemichel         |
| Djurgårdens IF  | Estádio de Estocolmo            | 14.500     | Lennart Wass Carlos Banda |
| IF Elfsborg     | Arena de Borås                  | 17.800     | Magnus Haglund            |
| GAIS            | Gamla Ullevi                    | 18.800     | Alexander Axén            |
| Gefle IF        | Strömvallen                     | 7.300      | Per Olsson                |
| Halmstads BK    | Örjans Vall                     | 15.500     | Lars Jacobsson            |
| Helsingborgs IF | Olympia (estádio)               | 16.673     | Conny Karlsson            |
| BK Häcken       | Rambergsvallen                  | 7.000      | Peter Gerhardsson         |
| IFK Göteborg    | Gamla Ullevi                    | 18.800     | Stefan Rehn Jonas Olsson  |
| Kalmar FF       | Fredriksskans                   | 9.000      | Nanne Bergstrand          |
| Malmö FF        | Estádio Swedbank                | 24.000     | Roland Nilsson            |
| Mjällby AIF     | Strandvallen                    | 7.500      | Peter Swärdh              |
| Trelleborgs FF  | Vångavallen                     | 10.000     | Tom Prahl                 |
| IFK Norrköping  | Parque Desportivo de Norrköping | 18.000     | Jan Andersson             |
| Örebro SK       | Behrn Arena                     | 14.500     | Sixten Boström            |

## Classificação final
| Classificação | Clube           | Pontos |
| ------------- | --------------- | ------ |
| 1             | Helsingborgs IF | 63     |
| 2             | AIK             | 58     |
| 3             | IF Elfsborg     | 57     |
| 4             | Malmö FF        | 54     |
| 5             | GAIS            | 51     |
| 6             | BK Häcken       | 49     |
| 7             | IFK Göteborg    | 45     |
| 8             | Kalmar FF       | 44     |
| 9             | Gefle IF        | 41     |
| 10            | Mjällby AIF     | 40     |
| 11            | Djurgårdens IF  | 36     |
| 12            | Örebro SK       | 36     |
| 13            | IFK Norrköping  | 34     |
| 14            | Syrianska FC    | 28     |
| 15            | Trelleborgs FF  | 25     |
| 16            | Halmstads BK    | 14     |

## Artilheiros
| Posição | Jogador                    | Clube        | Golos |
| ------- | -------------------------- | ------------ | ----- |
| 1       | Mathias Ranégie            | Häcken/Malmö | 21    |
| 2       | Teteh Bangura              | AIK          | 15    |
| 2       | Tobias Hysén               | IFK Göteborg | 15    |
| 4       | Mervan Celik               | Gais         | 8     |
| 5       | Rasmus Jönsson             | Helsingborg  | 9     |
| 5       | Lasse Nilsson              | Elfsborg     | 9     |
| 7       | Marcus Pode                | Trelleborg   | 8     |
| 8       | John Chibuike              | Häcken       | 7     |
| 8       | Mohamed Bangura            | AIK          | 7     |
| 8       | Gunnar Heidar Thorvaldsson | Norrköping   | 7     |
| 8       | Wanderson do Carmo         | Gais         | 7     |
| 8       | Alexander Gerndt           | Helsingborg  | 7     |
| 13      | Marcus Ekenberg            | Mjällby      | 6     |
| 13      | Jakob Orlov                | Gefle        | 6     |
| 13      | Valdet Rama                | Örebro       | 6     |
| 13      | Rene Makondele             | Häcken       | 6     |
| 13      | Mikael Dahlberg            | Gefle        | 6     |
| 13      | David Elm                  | Elfsborg     | 6     |
| 13      | Kristian Haynes            | Trelleborg   | 6     |
| 13      | Álvaro Santos              | Gais         | 6     |